# 阿爾達坎
阿爾達坎是伊朗的城市，位於該國中部，由亞茲德省負責管轄，距離首府亞茲德60公里，海拔高度1,035米，該市是前任總統穆罕默德·哈塔米的出生地，2006年人口51,349。

## 外部連結
- Farshid Sāmāni, Ardakān, In a Thoughtful Mood (Ardakān, Sar dar Garibān), in Persian, Jadid Online, 16 April 2010,  （页面存档备份，存于）.
Audio slideshow:  （页面存档备份，存于） (5 min 31 sec).